# Station Villedieu-les-Poêles
Station Villedieu-les-Poêles is een spoorwegstation in Villedieu-les-Poêles in de Franse gemeente Villedieu-les-Poêles-Rouffigny.